# Agyrta auxo
Agyrta auxo là một loài bướm đêm thuộc phân họ Arctiinae, họ Erebidae.